# Ionel Blănculescu

Ionel Blănculescu (n. 25 iunie 1959) este un economist român, fost ministru în guvernul Adrian Năstase.

## Studii
- 2006-2009 - Studii universitare de doctorat, școala doctorală, finanțe, profilul științe economice, Academia de Studii Economice-ASE;
- 1993-1998 - Facultatea de Management-Marketing, licențiat al Academiei de Studii Economice A.S.E. (1993-1998), Universitatea Româno-Americană, în parteneriat cu James Madison University – Virginia, S.U.A.;
- 1984-1985 - Academia de Înalte Studii Militare, limbi străine;
- 1978-1981 - Institutul Militar de Transmisiuni (Telecomunicații)- Școala Militară de Ofițeri Activi de Transmisiuni, Sibiu;
- 1974-1978 – Liceul Militar „Dimitrie Cantemir” Breaza.
- Diverse alte cursuri de pregătire, în țară și străinătate.

## Carieră
- Februarie 2005- Prezent – Consultant financiar în Investitii, CEO și președinte în cadrul companiei “Consultanță și Investigații Financiare”;
- Octombrie 2016- Prezent – Membru al “ The Bosphorus Energy Club”;
- Aprilie 2016- Prezent – Senior Advisor în cadrul companiei Global Resources Partnership, Londra, UK;
- Decembrie 2015- Prezent – Membru al Consiliului Consultativ de la Nivelul Primului Ministru (Coalitia pentru Dezvoltarea României);
- Aprilie 2013- Noiembrie 2015 – Coordonator al Consiliului Consultativ de la Nivelul Primului Ministru (Coaliția pentru Dezvoltarea României);
- Aprilie 2013- Noiembrie 2015- Consilier Onorific al Primului Ministru al României, pe probleme de investitii și mediu de afaceri;
- 2013- 2015 – Consilier Onorific al Președintelui AMR (Asociația Municipiilor din România
- Aprilie 2012- Mai 2012 – Secretar Executiv, coordonator al Consiliului Consultativ pentru Mediul de Afaceri,  de la Nivelul Primului Ministru;
- 1999-2004 - Consilier, Director, Director general și Președinte, Secretar de Stat la Autoritatea pentru Valorificarea Activelor Bancare(AVAB);

- Ministru Delegat cu coordonarea activităților de control; 
-Ministru Interimar al Sănătății.
- 1996-1999- Inspector și șef serviciu independent, subordonat direct președintelui în cadrul Băncii Române de Comerț Exterior;
- 1981-1993- Activități executive și de conducere circumscrise domeniului de informații clasificate în cadrul Ministerului Apărării Naționale, analist, șef birou;